# Marco Pino
Marco Pino ou Marco da Siena ou Marco di Giovan Battista (Siena, 1521-1583) foi um pintor italiano do período renascentista e maneirista. Nascido em Costa al Pino e treinado inicialmente em Siena, trabalhou posteriormente em Roma (Palazzo Farnese e a Sala Paolina no Castelo de Santo Ângelo) e em Nápoles, onde morreu. Supostamente, foi aluno dos pintores Beccafumi, Perino del Vaga e Daniele da Volterra. O biógrafo Filippo Baldinucci também afirma que ele trabalhou para Baldassare Peruzzi.
Entre seus alunos em Messina estava seu genro, Antonio Spanò. Fabrizio Santafede foi seu aluno em Nápoles.